# 西根村 (山形県西村山郡)
西根村（にしねむら）は、かつて山形県西村山郡にあった村。

## 沿革
- 1889年（明治22年）4月1日 - 町村制施行に伴い西村山郡西根村、日田村が合併し、西根村が発足。
- 1954年（昭和29年）8月1日 - 西村山郡寒河江町、柴橋村、高松村、醍醐村と合併し、市制施行して寒河江市となり消滅。